# Fèlix Duran i Cañameras
Fèlix Duran i Cañameras   (Barcelona, 24 d'octubre de 1889 - Barcelona, 1972) fou un advocat, historiador, bibliotecari i polític català.
Llicenciat en dret i doctor en història, el 1913 ingressà al cos d'arxivers i arqueòlegs. Col·laborà en múltiples revistes i diaris i entre els anys 1914 i 1920 fou bibliotecari del Centre Excursionista de Catalunya. El 1932 fou president també de la Unió Democràtica de Catalunya.
Durant la guerra civil espanyola fou conservador de la documentació judicial procedent del Palau de Justícia. En acabar la guerra fou director de la biblioteca de la Universitat de Barcelona (1955-1959) i president de la secció de ciències del Centre Excursionista de Catalunya.

## Obres
- La orfebrería catalana (1915)
- La escultura medieval catalana (1926)
- Els arxius judicials de Catalunya (1933)
- Catalunya sota els reis absoluts de la casa de Borbó (1935)
- Notas para la historia del notariado catalán (1955)
- Els exiliats de la Guerra de Successió (1964)